# 鍾晴 (藝人)
鍾晴（英語：Karlie Chung Ching，1992年4月5日—），本名鍾艾彌，香港女主持、演員及模特兒，現為無綫電視經理人合約藝員。

## 簡歷
鍾晴在2004年畢業於路德會聖十架學校，後升讀保良局姚連生中學，2009年中五畢業便就讀香港專業教育學院。2008年，她曾參加過《第12屆 Yes! 全港校花校草選舉2008》，但未能入圍。2013年，她簽約 M Square Agency Ltd，以半工讀形式當模特兒，為名模 Cara G. 師妹。2015年，她擔任無綫電視綜藝節目《超強選擇1分鐘》內「超強女助選團」其中一位成員，因相貌甜美而讓觀眾留意。
2016年，鍾晴報名參選 ViuTV 選美節目《美選D.n.A》，雖不能成功入圍，卻獲機會主持該台旅遊節目《小城光影》。2017年4月，她轉投無綫電視，隨即成為該台兒童節目《Think Big天地》主持之一。2018年3月中，她由無綫電視基本藝人合約轉簽經理人合約。同年7月，她擔任該台清談節目《兄弟幫》嘉賓時透露本身害怕狗隻，但因表達用詞不當而被網民批評，事後亦為此致歉。

## 演出作品

### 電視劇
| 首播                     | 劇名                            | 角色                        |
| 無綫電視                 |                                 |                             |
| 2017年至今               |                                 |                             |
| 8月18日                  | 愛·回家之開心速遞               | 美 女（第129集）            |
| 12月6日                  | 愛·回家之開心速遞               | Cammy（第207集起至今）      |
| 2017年                   |                                 |                             |
| 12月21日、2018年1月8日   | 誇世代                          | 記 者（第34、46集）         |
| 2018年                   |                                 |                             |
| 8月14、28日、9月6日      | 特技人                          | 護 士（第7、17、24集）      |
| 2019年                   |                                 |                             |
| 6月24、26 - 28日、7月3日 | 好日子                          | 年青齊瑚（第1、3 - 5、8集） |
| 2020年                   |                                 |                             |
| 2月3 - 28日              | 大醬園                          | 專員府（高家）丫鬟          |
| 11月9日 - 12月27日       | 使徒行者3                       | 護 士（第3、4、8集）        |
| 12月14日 - 2021年1月4日  | 愛美麗狂想曲（myTV SUPER 首播） | Lulu（第15集）              |
| 2021年                   |                                 |                             |
| 9月13日 - 10月19日       | 把關者們                        | 崔敏利（Money）             |
| 10月18日 - 11月21日      | 換命真相                        | 女 友（第24集）             |
| 11月23日 - 12月24日      | 拳王                            | 天氣報告女郎（第3、14集）   |
| 2022年                   |                                 |                             |
| 4月4 - 29日              | 金宵大廈2                       | 美少女（第15集）            |
| 5月2 - 27日              | 雙生陌生人                      | 利冠鏗秘書（第11 - 13集）   |
| 10月3 - 28日             | 美麗戰場                        | 細 芬                       |
| 10月17日 - 11月11日      | 下流上車族                      | Jessica                     |
| 2023年                   |                                 |                             |
| 7月31日 - 8月25日        | 寵愛Pet Pet                     | 秀                          |
| 11月20日－12月22日       | 新聞女王                        | 李陳美婷                    |
| 2024年                   |                                 |                             |
| 4月1日－5月10日          | 逆天奇案2                       | 節目主持                    |
| 2025年                   |                                 |                             |
| 5月19日－6月20日         | 刑偵12                          | 白 領                       |

### 電影
| 首映     | 電影名             | 角色     |
| 2015年   |                    |          |
| 11月26日 | 陀地驅魔人         |          |
| 2019年   |                    |          |
| 7月25日  | 空投在我身邊的閨蜜 | 電競玩家 |
| 2024年   |                    |          |
| 1月18日  | 不是你不愛你       | 英       |

### 主持節目
| 首播                       | 節目名          | 備註 |
| 其他                       |                 | |
| 2015年                     |                 | |
| 4月26日、5月19日、11月25日 | 素街            | 第1、2、6集嘉賓主持 |
| ViuTV                      |                 | |
| 2017年                     |                 | |
| 1月3、4日                  | 小城光影        | 第5、6集 |
| 無綫電視                   |                 | |
| 2017年                     |                 | |
| 6月2日 - 2019年3月15日     | Think Big天地   | 兼為「Think Big 仔」配音與黃愷怡、黃碧蓮、林希靈、余德丞、李雯希、阮浩棕、鍾君揚、馬俊傑、單文柔、何依婷、伍樂怡、邱晴、鄧家禮、曾展望及徐文浩一同主持 |
| 6月3日 - 6月24日           | Think Big遊學團 | 與黃碧蓮、單文柔、鍾君揚及馬俊傑一同主持 |
| 7月1日 - 2019年11月9日     | Big Big小明星   | 與黃碧蓮、單文柔、鍾君揚、馬俊傑、何依婷、伍樂怡、邱晴、鄧家禮及王虹茵一同主持                                                                         |
| 2018年                     |                 | |
| 6月10日 - 2022年1月        | 安樂蝸          | 與狄易達、林穎彤、單文柔、伍樂怡及李嘉晉一同主持 |
| 2019年                     |                 | |
| 1月27日                    | 台北過年攻略    | 與區永權、譚凱琪及龔嘉欣一同主持 |
| 2月2日                     | 新春旅遊行大運  | 與區永權、尤蔭蔭及鍾煒喬一同主持 |
| 2月23日、3月2日            | 3日2夜          | 第三輯 第1、2集；與陳詩欣一同主持 |
| 2月28日 -                  | TVB娛樂新聞報道 | 粵語主播 |
| 11月1日                    | 眼睛去旅行      | 第15集；與蔣家旻一同主持 |
| 2020年                     |                 | |
| 3月7日、3月21日            | 3日2夜          | 第四輯 第8、9集；與陳詩欣一同主持 |
| big big channel            |                 | |
| 2017年                     |                 | |
| 9月23日                    | 美女廚房        | 與陸浩明一同主持 |

### 電台節目
- 2019年4月27日：商業電台叱吒903《公子會》- 嘉賓

### 廣告
| 年份    | 產品                   |
| 2016年  |                        |
| 6月12日 | GODIVA「扭轉仲夏驚喜」 |

## 外部連結
- 鍾晴的新浪微博
- Karlie Chung 鍾晴的Facebook專頁
- Karlie Chung的Facebook專頁
- 鍾晴的Instagram帳戶